# 9-й армейский корпус (Великобритания)
9-й армейский корпус (англ. IX Corps) — общевойсковое оперативно-стратегическое соединение войск Великобритании в Первой и Второй мировых войнах.

## Формирование и боевой путь
9-й британский армейский корпус формировался дважды.

### Первая мировая война
Первое формирование корпуса произошло в 1915 году, в Англии, в рамках подготовки к Галлиполийской кампании. Первым командующим корпуса стал генерал-лейтенант Фредерик Стопфорд. В июле дивизии корпуса стали переправляться на остров Лемнос, где и были завершены приготовления к броску. По мере того как после высадки в заливе Сувла корпусные части увязали в османской обороне, с других участков фронта переводились дополнительные дивизии для спасения ситуации. Тем не менее, ни эти подкрепления, ни смена командующего, ожидаемого успеха не дали и августовское наступление провалилось. По завершении неудачной кампании 9-й корпус, в 1916 году, был переведен на Западный фронт, во Францию. Был включён в состав 2-й армии. Первым серьёзным испытанием для корпуса на новом театре военных действий стала Мессинская битва, произошедшая в июне 1917 года. С этого момента и до конца войны корпус участвует во всех основных битвах на Западном фронте: бои при Пашендейле, отражение Весеннего немецкого наступления, прорыв линии Гинденбурга. Состав корпуса во время этих сражений часто менялся, а в разгар битвы на Лисе остатки разгромленных частей прикреплённых к корпусу сменяли друг друга ежедневно. Компьенское перемирие 9-й армейский корпус встретил в составе 4-й армии.

#### Состав корпуса
период Галлиполийской кампании:
- 10-я пехотная дивизия (ирландская)
- 11-я пехотная дивизия (северная)
- 53-я пехотная дивизия (уэльская)
- 54-я пехотная дивизия (восточно-английская)
- 2-я конная дивизия
- 29-я пехотная дивизия[2]
- мостовой парк королевского австралийского военно-морского флота

Западный фронт:
| июнь 1917 - 11-я пехотная дивизия (северная) - 16-я пехотная дивизия (ирландская) - 19-я пехотная дивизия (западная) - 36-я пехотная дивизия (ольстерская) |  | май-июнь 1918 - 8-я пехотная дивизия - 19-я пехотная дивизия (западная) - 21-я пехотная дивизия - 25-я пехотная дивизия - 50-я пехотная дивизия (нортумбрийская) |  | конец октября 1918 - 1-я пехотная дивизия - 6-я пехотная дивизия - 46-я пехотная дивизия (норт-мидлендская) |

#### Командующие
- генерал-лейтенант Фредерик Стопфорд (с момента образования до 15 августа 1915)
- генерал-лейтенант Джулиан Бинг (с конца августа 1915 до февраля 1916)[6]
- генерал-лейтенант Александр Гамильтон-Гордон (с февраля 1916 до середины сентября 1918)
- генерал-лейтенант Уолтер Брайтуэйт (с середины сентября 1918 до конца войны)

### Вторая мировая война
Второе формирование корпуса состоялось также на территории Великобритании. Он был создан 9 апреля 1941 года, на базе переведённых из 10-го армейского корпуса 59-й пехотной дивизии (стаффордширской) и дивизии сил обороны метрополии графств Дарем и Северный Рединг. На следующий день в состав нового соединения влилась дивизия графства Нортумберленд из того же 10-го корпуса. 21 ноября 1941 года в состав корпуса вошла 15-я пехотная дивизия (шотландская). 30 ноября обе графских дивизии сил обороны метрополии были расформированы, а 1 декабря сам корпус переименован в 9-й корпусный округ.
28 сентября 1942 года 15-я пехотная дивизия была переведена в Нортумберлендский округ и 9-й корпусный округ приостановил свою деятельность.
Весной 1943 года корпус переводится в Северную Африку под начало 1-й британской армии. 24 марта корпусной штаб во главе с генерал-лейтенантом Джоном Крокером высаживается на побережье и зачисляется в резерв армейской группы. Там в распоряжение корпуса поступают 6-я бронетанковая дивизия из 5-го армейского корпуса, а также 34-я пехотная дивизия США и 128-я пехотная бригада. В этом составе корпус принимает участие в боевых действиях на южном фланге 1-й армии.
30 апреля корпусные части пополнили 7-я бронетанковая дивизия и 4-я индийская пехотная дивизия, а 3 мая — 4-я британская пехотная дивизия. В итоге, на 5 мая 1943 года, перед финальным наступлением Тунисской кампании в составе корпуса были две бронетанковые и две пехотные дивизии. Пехотным дивизиям, сосредоточенным на узком участке фронта, в районе Меджез-эль-Баб, при поддержке крупных сил артиллерии удалось пробить брешь в обороне противника. В образовавшийся коридор были сразу же введены 6-я и 7-я бронетанковые дивизии. А уже 13 мая 1943 года тунисский воинский контингент стран Оси капитулировал.
После капитуляции стран Оси в Северной Африке необходимость в 9-м армейском корпусе отпала. 18 мая 1943 года 7-я бронетанковая дивизия была зачислена в 5-й корпус, 26 мая туда же переведена 6-я бронетанковая. 31 мая 1943 года 9-й британский армейский корпус был расформирован.

#### Командующие
- генерал-лейтенант Ридли Пикенхем-Уолш (7 июня 1941 — 17 ноября 1941)
- генерал-лейтенант Эдвин Моррис (18 ноября 1941 — 31 января 1942)
- генерал-лейтенант Фрэнсис Пуатье Носуорти (1 февраля 1942 — 11 сентября 1942)
- генерал-лейтенант Джон Крокер (12 сентября 1942 — 29 мая 1943)
- генерал-лейтенант Брайан Хоррокс (29 мая 1943 — 3 июня 1943)[8]